# Тунінген
Тунінген (нім. Tuningen) — громада в Німеччині, знаходиться в землі Баден-Вюртемберг. Підпорядковується адміністративному округу Фрайбург. Входить до складу району Шварцвальд-Бар.
Площа — 15,59 км2. Населення становить 2989 ос. (станом на 31 грудня 2020).